# Міра фізичної величини
Мі́ра фізи́чної величини́ або мі́ра величини́ або мі́ра у метрології — вимірювальний пристрій, що реалізує відтворення та (або) збереження фізичної величини заданого значення.
Міри використовують для вимірювання фізичних величин методом порівняння. У деяких випадках використовують метод протиставлення (наприклад, вимірювання маси на рівноплечих вагах з врівноваженням гирями) або метод порівняння на збіг (вимірювання довжини лінійкою).

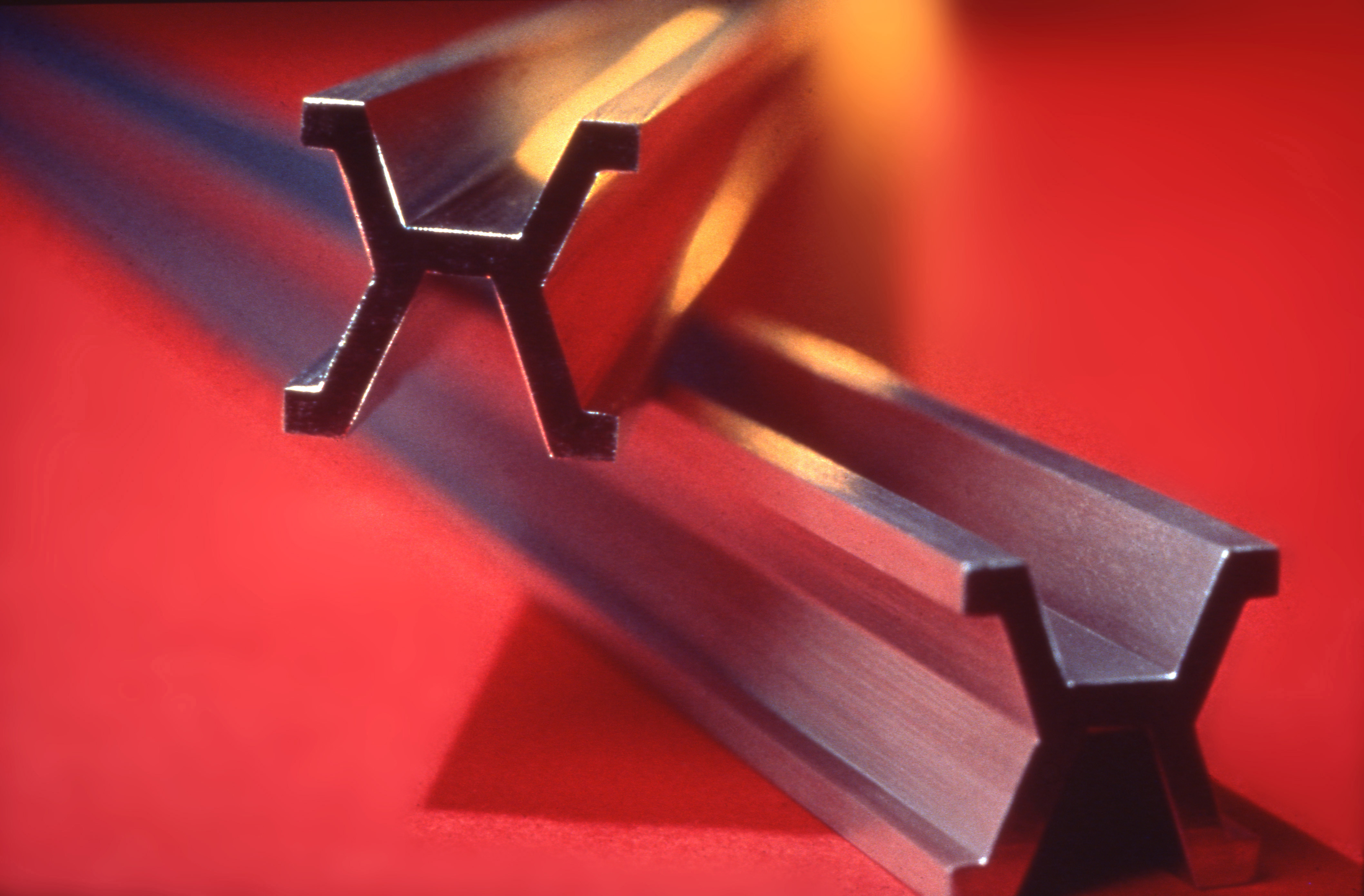
Міжнародний еталон метра, що був у вжитку з 1889 по 1960-ті роки

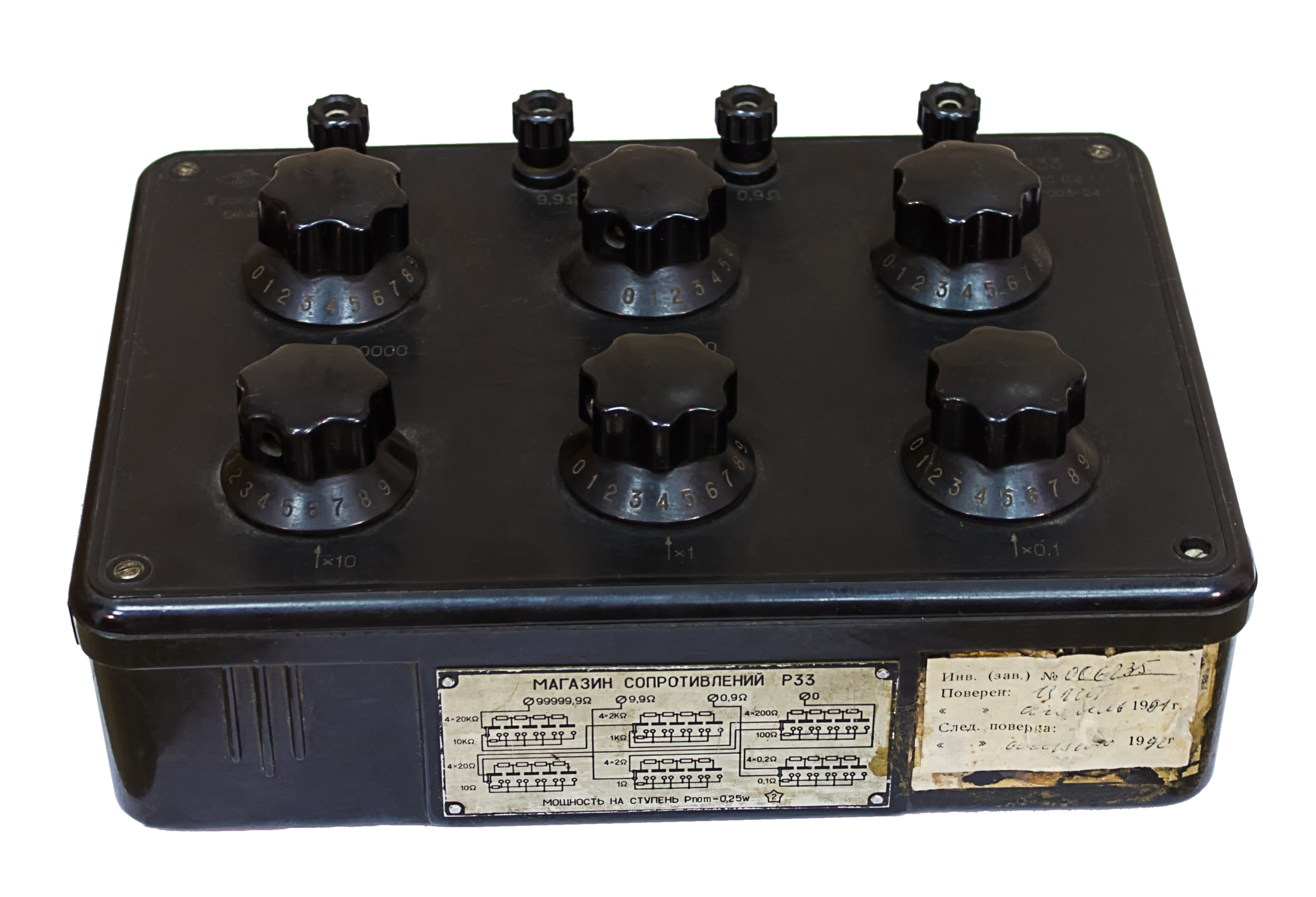
Магазин електричних опорів Р-33 від 0,1 до 99999,9 Ом

## Види мір

### За принципом вимірювання
- Однозначна міра — міра, що відтворює одне значення фізичної величини (наприклад, гиря масою 1 кг чи кінцева міра довжини).
- Багатозначна міра — міра, що відтворює декілька значень фізичної величини (наприклад, лінійка, електричний конденсатор змінної ємності, змінний електричний опір).
- Магазин мір — тобто набори мір, у яких вони об'єднані в єдине конструктивне ціле із пристроєм для їхнього з'єднання в різних варіантах сполучень (магазин опорів, магазин індуктивностей).
- Стандартний зразок — міра у вигляді речовини, за допомогою якої розмір фізичної величини відтворюється як властивість або як склад речовини, з якого виготовлений стандартний зразок, наприклад, стандартний зразок властивостей легованої сталі чи феромагнітного матеріалу визначеної марки.

### За метрологічним призначенням
Міри фізичних величин поділяються на еталонні та робочі.
Еталонні міри призначені для відтворення та зберігання одиниць фізичних величин з метою передачі їх розміру іншим засобам вимірювальної техніки, в т. ч. іншим (менш точним) еталонним та робочим мірам. Вони слугують еталонами під час повірки чи калібрування засобів вимірювальної техніки.
Робочі міри служать для вимірювання фізичних величин методом порівняння з мірою, тобто для  вимірювань, не пов'язаних з передачею розміру одиниці фізичної величини (робочі вимірювання). Для порівняння використовуються спеціальні технічні пристрої - компаратори. 

### За родом фізичної величини
За родом фізичної величини найбільшого поширення в практиці вимірювання електричних величин знайшли міри:
- міри електричного опору — вимірювальні котушки опору (однозначні) і магазини опорів (багатозначні);
- міри індуктивності та взаємної індуктивності, що називають вимірювальними котушками індуктивності, випускаються з класами точності від 0,5 до 0,05;
- вимірювальні конденсатори як однозначні міри ємності та магазини конденсаторів як багатозначні міри. Вимірювальні конденсатори мають клас точності від 0,005 до 1;
- стабілізовані джерела живлення знайшли широке застосування останнім часом як міри ЕРС та напруги, клас точності яких може досягати значення 0,0001;
- вимірювальні генератори — це джерела змінного струму і напруги заданої форми. Частота і напруга вимірювальних генераторів регулюються в заданому діапазоні із заданою точністю (похибкою);
- калібратори напруги і струму — це стабілізовані джерела струму і напруги, на виході яких можна отримати калібровані, тобто заздалегідь відомі значення із заданою точністю та ін.